# Tour d'Italie 1971
La 54e édition du Tour d'Italie s'est élancée de Lecce le 20 mai 1971 et est arrivée à Milan le 10 juin. Long de 3 621 km, ce Giro a été remporté par le Suédois Gösta Pettersson. À noter que les quatre premiers du classement général n'ont pas gagné la moindre étape, ce qui est rare pour un grand tour.

## Équipes participantes
| N.    | Code | Équipe   |
| ----- | ---- | -------- |
| 1-10  | COS  | Cosatto  |
| 11-20 | DRE  | Dreher   |
| 21-30 | FER  | Ferretti |
| 31-40 | FIL  | Filotex  |
| 41-50 | GBC  | G.B.C.   |

| N.     | Code | Équipe    |
| ------ | ---- | --------- |
| 51-60  | KAS  | KAS       |
| 61-70  | MAG  | Magniflex |
| 71-80  | MOL  | Molteni   |
| 81-90  | SAL  | Salvarani |
| 91-100 | SCI  | Scic      |

## Classement général
| Classement général final |                  |
| --- | ---------------- |
| \| 1. Gösta Pettersson \| 97 h 24 min 03 s \| \| 2. Herman Van Springel \| à 2 min 04 s \| \| 3. Ugo Colombo \| à 2 min 35 s \| \| 4. Francisco Galdós \| à 4 min 27 s \| \| 5. Pierfranco Vianelli \| à 6 min 41 s \| \| 6. Silvano Schiavon \| à 7 min 27 s \| \| 7. Felice Gimondi \| à 7 min 30 s \| \| 8. Antoon Houbrechts \| à 9 min 39 s \| \| 9. Wladimiro Panizza \| à 13 min 13 s \| \| 10. Giovanni Cavalcanti \| à 14 min 22 s \| \| 100 partants, 75 classés \| \| |                  |
| 1. Gösta Pettersson | 97 h 24 min 03 s |
| 2. Herman Van Springel | à 2 min 04 s     |
| 3. Ugo Colombo | à 2 min 35 s     |
| 4. Francisco Galdós | à 4 min 27 s     |
| 5. Pierfranco Vianelli | à 6 min 41 s     |
| 6. Silvano Schiavon | à 7 min 27 s     |
| 7. Felice Gimondi | à 7 min 30 s     |
| 8. Antoon Houbrechts | à 9 min 39 s     |
| 9. Wladimiro Panizza | à 13 min 13 s    |
| 10. Giovanni Cavalcanti | à 14 min 22 s    |
| 100 partants, 75 classés |                  |

## Étapes
| Étape      | Date    | Villes étapes                      | km         | Vainqueur d'étape     | Leader du classement général |
| Prologue   | 20 mai  | Brindisi – Brindisi                | 62 (clm/é) | Salvarani             | -                            |
| 1re étape  | 21 mai  | Brindisi – Bari                    | 175        | Marino Basso          | Marino Basso                 |
| 2e étape   | 22 mai  | Bari – Potenza                     | 260        | Enrico Paolini        | Enrico Paolini               |
| 3e étape   | 23 mai  | Potenza - Benevento                | 177        | Ercole Gualazzini     | Enrico Paolini               |
| 4e étape   | 24 mai  | Benevento - Pescasseroli           | 203        | Guerrino Tosello      | Enrico Paolini               |
| 5e étape   | 25 mai  | Pescasseroli - Gran Sasso d'Italia | 198        | Vicente López Carril  | Ugo Colombo                  |
| 6e étape   | 26 mai  | L'Aquila - Orvieto                 | 163        | Domingo Perurena      | Ugo Colombo                  |
| 7e étape   | 27 mai  | Orvieto - San Vincenzo             | 220        | Felice Gimondi        | Aldo Moser                   |
| 8e étape   | 28 mai  | San Vincenzo - Casciana Terme      | 203        | Romano Tumellero      | Claudio Michelotto           |
| 9e étape   | 29 mai  | Casciana Terme - Forte dei Marmi   | 141        | Marino Basso          | Claudio Michelotto           |
| 10e étape  | 30 mai  | Forte dei Marmi - Pian del Falco   | 123        | José Manuel Fuente    | Claudio Michelotto           |
| 11e étape  | 31 mai  | Sestola - Mantoue                  | 199        | Marino Basso          | Claudio Michelotto           |
| 12e étape  | 2 juin  | Desenzano del Garda - Salò         | 28 (clm)   | Davide Boifava        | Claudio Michelotto           |
| 13e étape  | 3 juin  | Salò – Sottomarina                 | 218        | Patrick Sercu         | Claudio Michelotto           |
| 14e étape  | 4 juin  | Chioggia - Bibione                 | 170        | Patrick Sercu         | Claudio Michelotto           |
| 15e étape  | 5 juin  | Bibione - Ljubljana                | 203        | Franco Bitossi        | Claudio Michelotto           |
| 16e étape  | 6 juin  | Ljubljana – Tarvisio               | 100        | Dino Zandegù          | Claudio Michelotto           |
| 17e étape  | 7 juin  | Tarvisio - Grossglockner           | 206        | Pierfranco Vianelli   | Claudio Michelotto           |
| 18e étape  | 8 juin  | Lienz - Falcade                    | 195        | Felice Gimondi        | Gösta Pettersson             |
| 19e étape  | 9 juin  | Falcade - Ponte di Legno           | 172        | Lino Farisato         | Gösta Pettersson             |
| 20ea étape | 10 juin | Ponte di Legno – Lainate           | 185        | Giacinto Santambrogio | Gösta Pettersson             |
| 20eb étape | 10 juin | Lainate – Milan                    | 20 (clm)   | Ole Ritter            | Gösta Pettersson             |

## Classements annexes
| Classement par points     | Marino Basso        | 181 points   |
| Deuxième                  | Patrick Sercu       | 148 points   |
| Troisième                 | Felice Gimondi      | 139 points   |
| Classement de la montagne | José Manuel Fuente  | 360 points   |
| Deuxième                  | Pierfranco Vianelli | 270 points   |
| Troisième                 | Franco Mori         | 190 points   |
| Classement par équipes    | Molteni             | 6 543 points |
| Deuxième                  | Salvarani           | 4 599 points |
| Troisième                 | Scic                | 4 257 points |

## Liste des coureurs
| Cosatto | Dreher | Ferretti |
| - 1 Pietro Dallai (Ita) 62e - 2 Giuseppe De Simone (Ita) ab - 3 Cipriano Chemello (Ita) ab - 4 Fabrizio Fabbri (Ita) 28e - 5 Mario Lanzafame (Ita) 47e - 6 Enrico Maggioni (Ita)15e - 7 Wladimiro Panizza (Ita) 9e - 8 Piero Poloni (Ita) ab - 9 Selvino Poloni (Ita) 65e - 10 Roberto Sorlini (Ita)38e                | - 11 Patrick Sercu (Bel) 69e - 12 Ole Ritter (Dan) 24e - 13 Pierfranco Vianelli (Ita)5e - 14 Adriano Passuello (Ita) 45e - 15 Silvano Schiavon (Ita) 6e - 16 Attilio Rota (Ita) 60e - 17 Oliviero Morotti (Ita) 58e - 18 Giuseppe Fezzardi (Ita) 73e - 19 Pietro Di Caterina (Ita) ab - 20 Vittorio Urbani (Ita) 27e          | - 21 Pietro Campagnari (Ita) 61e - 22 Lino Farisato (Ita) 13e - 23 Gosta Pettersson (Sue) 1e - 24 Erik Pettersson (Sue) ab - 25 Mauro Simonetti (Ita) ab - 26 Albert Van Vlierberghe (Bel) 36e - 27 Italo Zilioli (Ita) 22e - 28 Sture Pettersson (Sue) 51e - 29 Mario Anni (Ita) ab - 30 Wilmo Francioni (Ita)                    |
| Filotex | GBC | Kas |
| - 31 Franco Bitossi (Ita) 23e - 32 Marcello Bergamo (Ita) ab - 33 Giovanni Cavalcanti (Ita) 10e - 34 Arnaldo Caverzasi (Ita) 66e - 35 Ugo Colombo (Ita) 3e - 36 Alberto Della Torre (Ita) 72e - 37 Renato Laghi (Ita) 30e - 38 Giuseppe Rosolen (Ita) ab - 39 Donato Giuliani (Ita) 14e - 40 Antonio Salutini (Ita) ab | - 41 Aldo Moser (Ita) 17e - 42 Diego Moser (Ita) 59e - 43 Mario Nicoletti (Ita) ab - 44 Luigi Sgarbozza (Ita) 55e - 45 Stéfano Benvenuti (Ita) ab - 46 Lucillo Lievore (Ita) 75e - 47 Luciano Luciani (Ita) ab - 48 Louis Pfenninger (Sui) 41e - 49 Bernard Vifian (Sui) 46e - 50 Arturo Pecchielan (Ita) 25e                 | - 51 José Luis Uribezubia (Esp) 29e - 52 José Manuel Fuente (Esp) 39e - 53 Francisco Gabica (Esp) 33e - 54 Francisco Galdos (Esp) 4e - 55 Andres Gandarias (Esp) 31e - 56 Domingo Perurena (Esp) 34e - 57 Santiago Lazcano (Esp) ab - 58 Vicente Lopez Carril (Esp) 12e - 59 Jesús Manzaneque (Esp) 37e - 60 Luis Zubero (Esp) 19e |
| Magniflex | Molteni | Salvarani |
| - 61 Georges Pintens (Bel) ab - 62 Roger Cooreman (Bel) ab - 63 Ernie De Blaere (Bel) 49e - 64 Sigfrido Fontanelli (Ita) ab - 65 André Poppe (Bel) 68e ab - 66 Renzo Panicagli (Ita) ab - 67 Silvano Ravagli (Ita) 56e - 68 Eddy Reyniers (Bel) 74e - 69 Noël Van Clooster (Bel) 54e - 70 Giancarlo Tartoni (Ita) ab   | - 71 Giancarlo Bellini (Ita) 53e - 72 Marino Basso (Ita) 42e - 73 Luigi Castelletti (Ita) ab - 74 Giacinto Santambrogio (Ita) 57e - 75 Guerrino Tosello (Ita) 35e - 76 Romano Tumellero (Ita) 48e - 77 Giorgio Favaro (Ita) 71e - 78 Roger Swerts (Bel) 21e - 79 Herman Van Springel (Bel) 2e - 80 Marinus Wagtmans (Hol) 16e | - 81 Emilio Casalini (Ita) 67e - 82 Ottavio Crepaldi (Ita) 50e - 83 Felice Gimondi (Ita) 7e - 84 Ercole Gualazzini (Ita) ab - 85 Pietro Guerra (Ita) 70e - 86 Antoon Houbrechts (Bel) 8e - 87 Primo Mori (Ita) ab - 88 Gianni Motta (Ita) 20e - 89 Roberto Poggiali (Ita) 32e - 90 Dino Zandegu (Ita) 52e                          |
| Scic | | |
| - 91 Franco Balmamion (Ita) ab - 92 Davide Boifava (Ita) 26e - 93 Carlo Chiappano (Ita) 40e - 94 Michele Dancelli (Ita) ab - 95 Claudio Michelotto (Ita) ab - 96 Franco Mori (Ita) 44e - 97 Enrico Paolini (Ita) 11e - 98 Giancarlo Polidori (Ita) 18e - 99 Attilio Benfatto (Ita) 63e - 100 Angelo Bassini (Ita) 43e  | | |

## Sources
- (nl) Cet article est partiellement ou en totalité issu de l’article de Wikipédia en néerlandais intitulé « Ronde van Italië 1971 » (voir la liste des auteurs).